# Еріка Феррайолі
Еріка Феррайолі (італ. Erika Ferraioli, 23 березня 1986) — італійська плавчиня.
Учасниця Олімпійських Ігор 2008, 2012, 2016 років.
Призерка Чемпіонату світу з плавання на короткій воді 2014, 2016 років.
Чемпіонка Європи з водних видів спорту 2014 року, призерка 2008, 2012, 2016 років.
Чемпіонка Європи з плавання на короткій воді 2015 року, призерка 2011, 2013, 2017 років.